# Мраморна патица
Мраморната патица (Marmaronetta angustirostris) е единствен представител на род Мраморни патици (Marmaronetta).

## Физическа характеристика
Дължината на тялото на мраморната патица достига до 40 cm, а размахът на крилата – до 65 cm. Има полов диморфизъм и възрастов диморфизъм. Липсва крилно „огледало“. Често каца по клони над водата. Оперението е светлокафяво-сиво с многобройни големи бели петна по тялото. Мъжкият има ясна черна „маска“ на очите, а при женската е по-слаба.

## Разпространение
Този вид е разпространен в Южна Европа, Африка и югозападните части на Азия. Ареалът ѝ е силно разпокъсан. В Европа гнезди единствено на Пиренейския полуостров, в Испания. Среща се много рядко и в България. Типична прелетна птица, европейската популация понякога зимува на юг от Сахара. Среща се по двойки и в малки ята в блата, езера и реки с гъста растителност и бавнотечащи води.

## Начин на живот и хранене
Недобре изучена биология и хранене.

## Допълнителни сведения
На територията на България, защитен вид включен в Червената книга.